# Kevin J. Walsh
Kevin James Walsh (* 14. November 1975 in San Diego) ist ein US-amerikanischer Filmproduzent und Schauspieler.

## Leben
Walsh wurde 1975 in San Diego geboren. Er war als Produzent für die Filme Ganz weit hinten (2013), Manchester by the Sea (2016) und Vollblüter (2017) tätig.
Manchester by the Sea wurde im Rahmen der Oscarverleihung 2017 als bester Film nominiert. Zuvor erhielt der Film auch eine Golden-Globe-Nominierung in der Kategorie Bestes Filmdrama.
Im Sommer 2025 wurde Walsh Mitglied der Academy of Motion Picture Arts and Sciences.

## Filmografie (Auswahl)
- 2013: Ganz weit hinten (The Way Way Back)
- 2016: Manchester by the Sea
- 2017: Vollblüter (Thoroughbreds)
- 2019: The Friend
- 2019: Jungleland
- 2021: Naked Singularity
- 2021: The Last Duel
- 2021: House of Gucci
- 2022: Tod auf dem Nil (Death on the Nile)
- 2023: Boston Strangler
- 2023: Napoleon
- 2024: The Instigators (nur Produktion)

## Auszeichnungen
Oscar:
- 2017: Nominierung als Bester Film (Manchester by the Sea mit Matt Damon, Lauren Beck, Kimberly Steward & Chris Moore)

Golden Globe Award
- 2017: Nominierung als Bestes Filmdrama (Manchester by the Sea mit Matt Damon, Lauren Beck, Kimberly Steward & Chris Moore)